# Chrysler CI
La CI è un'autovettura mid-size prodotta dalla Chrysler nel 1932. Nel periodo in cui fu prodotta, rappresentò il modello più economico della gamma Chrysler.

## Storia
La vettura era dotata di un motore a valvole laterali e sei cilindri in linea da 3.670 cm³ di cilindrata che sviluppava 82 CV di potenza. Il propulsore era anteriore, mentre la trazione era posteriore. Il cambio era manuale a tre rapporti e la frizione era monodisco a secco. Su richiesta era ordinabile un cambio semiautomatico. I freni erano idraulici sulle quattro ruote.
Di Chrysler CI ne furono assemblati 18.964 esemplari.